# بربل مغاربي
البربل المَغاربي (الاسم العلمي: Luciobarbus maghrebensis) هو نوعٌ من شعاعيات الزعانف ينتمي لفصيلة الشبوطيات المُستوطنة في المغرب.
تصنيفه في المغرب العربي على أنَّه بارب محل نزاعٍ كبير. يعتبر بعض المُؤلفين أنَّ البربل المغاربي نوعًا مُميزًا، بينما يَعتبره آخرون أنه بارب جزائري. زيادة على ذلك، يَعتبر بعض خُبراء التصنيف أن البربل المغاربي يكون مميزًا عندما يكون مع البارب أحمر الشفاه. يُوجد البربل المغاربي في حوض سبو والأنهار التي تتدفق إلى بحيرة مولاي بوسلهام الشاطئية على منحدر المحيط الأطلسي في شمال وسط المغرب.